# Лебедев, Сергей Иванович (биолог)
Сергей Иванович Лебедев (21 февраля [6 марта] 1902, Анновка, Екатеринославская губерния — 7 октября 1989, Киев) — советский учёный, ботаник, биолог, физиолог растений; зам. директора по научной работе Центрального республиканского ботанического сада АН Украины (1944—1949), педагог высшей школы, ректор и заведующий кафедры физиологии растений биологического факультета Одесского государственного университета имени И. И. Мечникова (ныне — Одесский национальный университет имени И. И. Мечникова) (1953—1959), действительный член (1956) и вице-президент (1959) Украинской академии сельскохозяйственных наук; доктор биологических наук (1951); профессор; Заслуженный деятель науки УССР (1973), семь государственных наград, в частности орден Ленина и медаль «За доблестный труд в Великой Отечественной войне 1941—1945 гг.»; награждён Почётным дипломом ВДНХ СССР (1979).

## Биография
Родился 21 февраля (6 марта) 1902 года в селе Анновка Верхнеднепровского уезда Екатеринославской губернии (ныне в Верхнеднепровском районе Днепропетровской области) в семье агронома.
С 1932 по 1937: директор Чемерской сельскохозяйственной опытной станции (Черниговщина); заместитель директора по научной работе Глуховской зональной опытной станции прядильных культур; один из основателей Всесоюзного научно-исследовательского Института льна и конопли (ныне — Научно-исследовательский институт лубяных культур в город Глухов Полтавской области), далее там же — заведующий лабораторией физиологии и анатомии растений. Пишет первые научные публикации, посвящённые сортоиспытанию картофеля, пшеницы, ячменя, овса, изучению физиологии конопли. В 1934 окончил курс немецкого языка в Москве. В 1936 становится кандидатом сельскохозяйственных наук.
С 1937 по 1941 преподаёт в Глуховском сельскохозяйственном институте, где он работал доцентом, а затем заведующим кафедрой ботаники. С 1941 направлен работать агрономом в один из колхозов Саратовской области, потом — заведовать лабораторией биохимии и физиологии растений Башкирской государственной селекционной станции. Затем в Уфу старшим научным сотрудником Института ботаники АН УССР. С 1944 по 1949 научная деятельность Лебедева связана с Центральным республиканским ботаническим садом АН Украины, где он работал на должности заместителя директора по научной работе и заведовал лабораторией физиологии растений. С 1949 по 1953 Сергей Иванович возглавляет отдел физиологии растений в Институте ботаники АН УССР и защищает в его стенах докторскую диссертацию на тему «Физиологическая роль каротина в растении». Все послевоенные годы в своей исследовательской работе ученый большое внимание уделял изучению роли каротиноидов в жизни растений (в процессах роста, оплодотворения и других физиолого-биохимических процессах).
В 1953 году возглавляет Одесский государственный университет имени И. И. Мечникова и кафедру физиологии растений биологического факультета. По инициативе Лебедева при кафедре физиологии растений создается научная изотопная лаборатория, которая работает и поныне. Когда в СССР был запущен первый в мире искусственный спутник Земли, он организовал в Одессе станцию оптического наблюдения за ним. Готовясь к поездке в Америку в составе первой делегации ректоров университетов СССР, он начал изучать английский язык, чтобы понимать без переводчика своих иностранных коллег. В 1956 избирается действительным членом Украинской академии сельскохозяйственных наук, а в 1959 — её вице-президентом. Его переводят в Киев на должность ректора Украинской сельскохозяйственной академии (1959—1962). На протяжении 20 лет Лебедев возглавлял кафедру физиологии и биохимии растений в стенах этого ведущего украинского сельскохозяйственного учебного заведения. Он создаёт на кафедре три современные научные лаборатории: изотопную, электронной микроскопии и фотосинтеза, в которых проводят исследования аспиранты, научные сотрудники и преподаватели кафедры. Эти лаборатории используются и для учебного процесса. Впервые в Украинской ССР под руководством С. И. Лебедева начато исследование электронно-микроскопической структуры хлоропластов, их структурно-функциональных особенностей в различных условиях выращивания растений, в частности в зависимости от минерального питания и водного режима.
В 1973 году профессору Лебедеву присваивают почётное звание «Заслуженный деятель науки Украинской ССР». Сергея Ивановича приглашали читать лекции и в другие ВУЗы. Так, он читал студентам курс лекции по физиологии растений и спецкурс «Фотосинтез и близкие к нему процессы» в Латвийском государственном университете (Рига, Латвийская ССР), в Тартуском государственном университете (Тарту, Эстонская ССР), в Мелитопольском государственном педагогическом институте (Мелитополь, Украинская ССР).
Умер 7 октября 1989 года. Похоронен в Киеве на Байковом кладбище.

## Научная деятельность
В 1928 г. в «Трудах Полтавской опытной станции» появляется его первая научная статья «Результаты сортоиспытание картофеля, яровой пшеницы, ячменя и овса».
Все послевоенные годы в своей исследовательской работе ученый много внимания уделял изучению роли каротиноидов в жизни растений (в процессах роста, оплодотворения и других физиолого-биохимических процессах). На основе результатов проведенных экспериментов была написана фундаментальная монография «Физиологическая роль каротина в растении» и защищена докторская диссертация (1951), которая стала к тому времени не только обобщением достигнутого в науке, но и дала импульс дальнейшим исследователям.
Работая в ОГУ он, как исследователь, уделял внимание изучению физиологии и биохимии промышленных водорослей, в частности их пигментной системы.
С именем С. И. Лебедева связаны исследования и обобщения по повышению урожайности и продуктивности сельскохозяйственных растений. Под его руководством впервые на Украине начато исследование электронно-микроскопической структуры хлоропластов, их структурно-функциональных особенностей в различных условиях выращивания растений, в частности в зависимости от минерального питания и водного режима. Он награждён семью государственными наградами, в том числе орденом Ленина и медалью «За доблестный труд в Великой Отечественной войне 1941—1945 гг.».
Педагогический опыт позволил С. И. Лебедеву создать учебные пособия и учебники по физиологии растений сначала для университетов, а затем для сельскохозяйственных вузов. В 1960 г. вышло его первый учебное пособие «Физиология растений» для университетов, а в 1967 г. — для сельскохозяйственных вузов. В 1972 г. был издан новый учебник «Физиология растений». Учебник «Физиология растений» на русском языке (на факультете агрохимии и почвоведения в УСХА стали учиться студенты-иностранцы) переиздавался трижды: в 1978, 1982 и 1988 гг. В каждом издании профессором вводились новые, но уже устоявшиеся представления в области этой науки. Последнее издание учебника вышло в свет за несколько месяцев до смерти С. Лебедева. За написание учебника С. И. Лебедева в 1979 году. Был награждён Почетным дипломом ВДНХ СССР. Всего профессором напечатано более 200 научных работ. С. И. Лебедев имел авторские свидетельства СССР.
Сергея Ивановича приглашали читать лекции и в другие вузы. Так, он читал студентам курс лекций по физиологии растений и спецкурс «Фотосинтез и близкие к нему процессы» в Латвийском государственном университете (Рига, Латвийская ССР), в Тартуском государственном университете (Тарту, Эстонская ССР), в Мелитопольском государственном педагогическом институте (Мелитополь, Украинская ССР).
Более 20 лет он был активным членом ботанического общества, почетным членом физиологов растений. На Всесоюзном конкурсе в 1986 г. Его брошюра «Уникальный процесс на Земле» получила диплом первой степени и первую премию за лучшее произведение научно-популярной литературы.
Им подготовлено более 65 кандидатов наук, некоторые из них позже стали докторами наук, а К. М. Сытник — академиком.

### Научные труды
- Агротехнические правила по культуре конопли / С. И. Лебедев. — М. : Госиздат колхоз. и совхоз. лит., 1931. — 90 с.
- О стадийном развитии конопли / С. И. Лебедев // Генетика и селекция конопли : сборник. — М., 1937. — С. 26-44.
- Яровизация конопли / С. И. Лебедев // Конопля : сборник. — М., 1938. — С. 304—313.
- Про роль каротину в ростових процессах у рослин / С. І. Лебедєв // Доп. Акад. наук УРСР. — 1948. — № 2. — С. 71-77.
- Про вуглеводно-білковий обмін у яблуні / С. І. Лебедєв // Ботан. журн. Акад. наук УРСР. — 1952. — Т. 9, № 3. — С. 17-36.
- Физиологическая роль каротина в растениях / С. И. Лебедев. — Киев : Изд-во АН УССР, 1953. — 160 с.
- О биологических особенностях красной водоросли филлоры / С. И. Лебедев // Природа. — 1956. — № 4. — С. 96-98.
- Дослідження пігментів філофори / С. І. Лебедєв // Праці ОДУ. Серія біол. наук. — 1957. — Вип. 8. — С. 5-9.
- Биологические исследования филлофлоры / С. И. Лебедев // Вопр. ботаники. — 1960. — Вып. 3. — С. 43-44.
- Фотосинтез : (современные представления) / С. И. Лебедев. — Киев : Изд-во Укр. акад. с.-х. наук, 1961. — 159 с.
- Фізіологія рослин : [підр. для аграр. спец. с.-г. вузі] / С. І. Лебедєв. – 2-е вид., перероб. і доп. – Київ : Вища шк., 1972. – 415 с.
- Физиология растений : [учеб. для аграр. спец. с.-х. вузов] / С. И. Лебедев. – М. : Вища шк., 1978. – 440 с. ; 2-е вид. – М. : Колос, 1982. – 463 с. ; 3-е изд., перераб. и доп. – М. : Агропромиздат, 1988. – 543 с.